# Brushford (Devon)
Brushford – wieś w Anglii, w hrabstwie Devon, w dystrykcie Mid Devon.